# حثرة منتشرة
الحثرة المنتشرة (باللاتينية: Boerhavia diffusa) نوع نباتي من جنس الحثرة.

## الموئل والانتشار
موطنه مصر.

## الوصف النباتي
نبات عشبي.